# Mathieu Riboulet
Pour les articles homonymes, voir Riboulet.
Mathieu Riboulet, né le 13 juin 1960 à Neuilly-sur-Seine et mort le 5 février 2018 à Pessac,, est un écrivain et cinéaste français.

## Biographie
Fils de l'architecte Pierre Riboulet, Mathieu Riboulet, né en région parisienne, fait des études de cinéma et de lettres modernes à l'université Paris III.
Il réalise plusieurs films en autoproduction, dans le cadre de la société Spy Films fondée dans les années 1980, avant de se consacrer à l'écriture.
Les personnages principaux de Quelqu'un s'approche, du roman Le Corps des anges et de L'Amant des morts sont de jeunes gens attirés par les hommes. Pour ce dernier roman, qui traite plus particulièrement du sida, il reçoit en 2008 un prix de la SGDL (Société des gens de lettres) et, l'année suivante, le prix de l’Estuaire.
Il meurt des suites d'un cancer, à l'âge de 57 ans.

### Distinction
- Chevalier dans l'ordre des Arts et des Lettres[5]

## Œuvres
- Un sentiment océanique, Paris, Maurice Nadeau, 1996, 88 p. (ISBN 978-2-86231-136-4)
- Mère Biscuit, Paris, Maurice Nadeau, 1999, 106 p. (ISBN 978-2-86231-150-0)
- Quelqu'un s'approche, Paris, Maurice Nadeau, 2000, 152 p. (ISBN 978-2-86231-163-0)rééd. Verdier, avec une postface de Martin Hervé, coll. « Verdier/Poche », 2016, 192 p.  (ISBN 978-2-86432-869-8)
- Le Regard de la source, Paris, Maurice Nadeau, 2003, 100 p. (ISBN 978-2-86231-183-8)rééd. Verdier, coll. « Verdier/Poche », 2017, 128 p.  (ISBN 978-2-86432-941-1)
- Les Âmes inachevées, Paris, Gallimard, coll. « Haute enfance », 2004, 144 p. (ISBN 978-2-07-073456-6)
- Le Corps des anges, Paris, Gallimard, coll. « Blanche », 2005, 104 p. (ISBN 978-2-07-077419-7)
- Deux Larmes dans un peu d'eau, Paris, Gallimard, coll. « L'un et l'autre », 2006, 120 p. (ISBN 2-07-078089-9)
- L'Amant des morts : roman, Paris, Verdier, 2008, 96 p. (ISBN 978-2-86432-544-4)Prix Thyde Monnier de la SGDL 2008
Prix de l’Estuaire 2009[3]
- Avec Bastien : portrait, Paris, Verdier, 2010, 128 p. (ISBN 978-2-86432-611-3)
- Les Œuvres de miséricorde, Paris, Verdier, 2012, 160 p. (ISBN 978-2-86432-687-8)Prix Décembre (novembre 2012)[6]
- À la lecture  (en collaboration avec Véronique Aubouy), Paris, Grasset, 2014, 240 p. (ISBN 978-2-246-79946-7)
- Prendre dates : Paris, 6 janvier-14 janvier 2015  (en collaboration avec Patrick Boucheron), Paris, Verdier, coll. « La Petite Jaune », 2015, 144 p. (ISBN 978-2-86432-800-1)
- Lisières du corps, Paris, Verdier, 2015, 80 p. (ISBN 978-2-86432-804-9)
- Entre les deux il n'y a rien, Paris, Verdier, 2015, 144 p. (ISBN 978-2-86432-803-2)
- Or, il parlait du sanctuaire de son corps  (en collaboration avec Frédéric Coché), Paris, Les Inaperçus, 2016, 68 p. (ISBN 978-2-9541260-6-7)
- Nous campons sur les rives : Lagrasse, 7-11 août 2017, Paris, Verdier, coll. « La Petite Jaune », 2018, 48 p. (ISBN 978-2-86432-985-5)
- Les Portes de Thèbes : Éclats de l'année deux mille quinze, Paris, Verdier, 2020, 71 p. (ISBN 978-2-37856-006-5) (posthume)

## Filmographie

### Réalisateur
- 1981 : Montorgueil (court métrage) (cosigné avec Pierre Léon, perdu)
- 1989 : Un rude hiver (court métrage)
- 1993 : Après la guerre
- 1995 : L'Accordéon de Tulle (court métrage)
- 1997 : Les Travaux et les Jours
- 1998 : De France (court métrage, deuxième partie de Histoire-Géographie, cosigné avec Pierre Léon)

### Acteur
- 2007 : Guillaume et les Sortilèges, film français réalisé par Pierre Léon : la Perfection Faite Homme

### Scénariste
- 2001 : L'Adolescent, film français réalisé par Pierre Léon, adaptation par Mathieu Riboulet et Christophe Atabekian du roman L'Adolescent de Dostoïevski